# Sahms
Sahms er en kommune i det nordlige Tyskland, beliggende i Amt Schwarzenbek-Land i den sydvestlige del af Kreis Herzogtum Lauenburg. Kreis Herzogtum Lauenburg ligger i delstaten Slesvig-Holsten.

## Geografi
Sahms ligger ca. fem kilometer nordøst for Schwarzenbek og ca. 33 km øst for Hamborg.